# Marguerite Barankitse

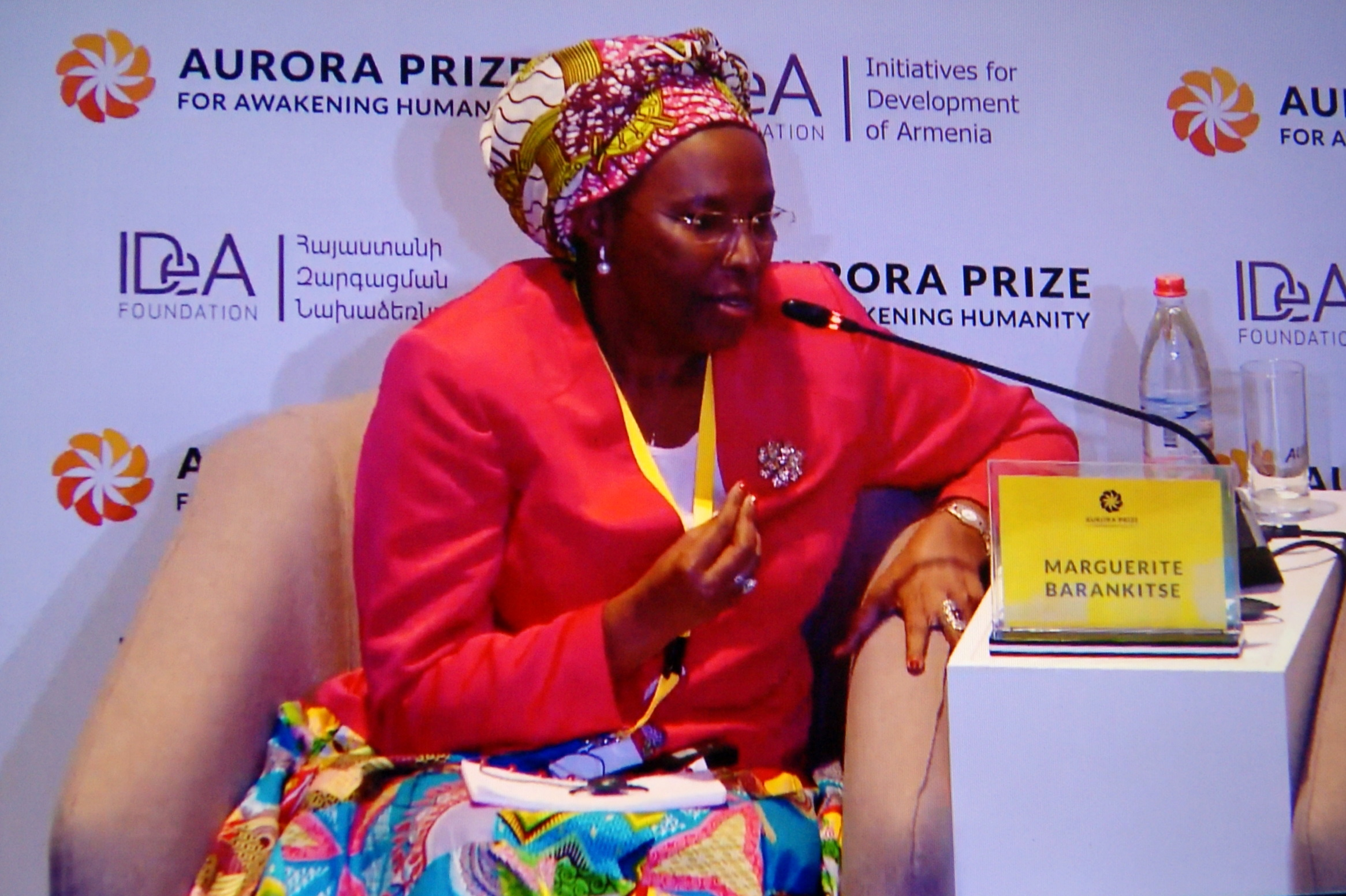
Marguerite Barankitse

Marguerite Barankitse (auch Maggie Barankitse) ist eine burundische Entwicklungshelferin. 

## Wirken
Marguerite Barankitse begann am 25. Oktober 1993, während des burundischen Bürgerkriegs, damit, etwa 25 Kindern Nahrung und Unterkunft bereitzustellen. Zuvor musste sie miterleben, wie mehrere Dutzend Menschen vor ihren Augen hingerichtet wurden. Mit der Hilfe burundischer und europäischer Freunde organisierte sie ein Hilfsnetzwerk, das eine wachsende Zahl von Kindern unterstützte. Im Mai 1994 erklärte sich der römisch-katholische Bischof von Ruyigi, Bischof Joseph Nduhirubusa, dazu bereit, eine frühere Schule in ein Kinderhaus namens Maison Shalom umzuwandeln. 
Barankitses Organisation eröffnete später weitere Kinderhäuser in Butezi und Gizuru. 2004 hatten nach eigenen Angaben etwa 20.000 Kinder von der Hilfe der Organisation direkt oder indirekt profitiert.

## Preise
Aufgrund des Umfangs der Arbeit von Barakitses Hilfsorganisation und der Tatsache, dass sie Kinder unabhängig von ihrer Herkunft unterstützt, wurde Barakitse mit zahlreichen Menschenrechts-Preisen ausgezeichnet, darunter:
- 1998: Menschenrechtspreis der französischen Republik
- 2000: Nord-Süd-Preis des Europarates, Bremer Solidaritätspreis
- 2000: Shalom-Preis
- 2003: The World’s Children’s Prize for the Rights of the Child
- 2004: Voices of Courage Award der Women’s Commission for Women and Refugee Children
- 2004: Nansen-Flüchtlingspreis, Four Freedoms Award
- 2008: Opus Prize
- 2016: Aurora-Preis zur Förderung der Menschlichkeit[1]